# Pedro Rivera Toledo
Pedro Rivera Toledo (* 9. März 1942 in Santurce; † 20. Februar 2025) war ein puerto-ricanischer Komponist, Arrangeur, Saxophonist und Dirigent.

## Leben und Karriere
Rivera hatte seinen ersten Musikunterricht bei dem Dirigenten Ramon Usera und dem Komponisten Amaury Veray. Am Konservatorium studierte er Orchesterleitung bei Juan José Castro. Ende der 1960er Jahre spielte er Saxophon in den Bands von Tommy Olivencia und Mario Ortíz. 1970 dirigierte er das Orchester der Ed Sullivan Show. Mit dem Orchester von Tito Rodríguez reiste er nach Venezuela und wirkte dort neben Tata Palau, Ray Santos und Johnny Blanca an Fernsehauftritten mit. 
In seiner Laufbahn arbeitete Rivera mit den Musikern Danny Rivera, Chucho Avellanet, Lucecita Benítez und Chabela Rodríguez und auch mit Nat King Cole, Paul Anka, Tom Jones, Tony Bennett und Ella Fitzgerald zusammen. Er wirkte als Arrangeur, Komponist und musikalischer Leiter in Theater- und Filmproduktionen und gewann für sein Arrangement von Guillermo Venegas Lloveras’ Génesis den Ersten Preis beim Primer Festival de la Canción Latina in Mexiko. Als Komponist und Arrangeur wirkte er auch an Produktionen seines Freundes José Vega Santana (Remi, der Clown) für das Kindertheater (u. a. El Soldadito de Plomo, Salvemos el Planeta) mit. An der Universidad Interamericana, die ihm 2017 einen Ehrendoktortitel verlieh, unterrichtete er Arrangement und Orchestration und leitete das Saxophonorchester.